# Corymbia calophylla
Corymbia calophylla, marri o palo de sangre (también conocido como Eucalyptus calophylla (R. Br.) es un árbol nativo de Australia Occidental.

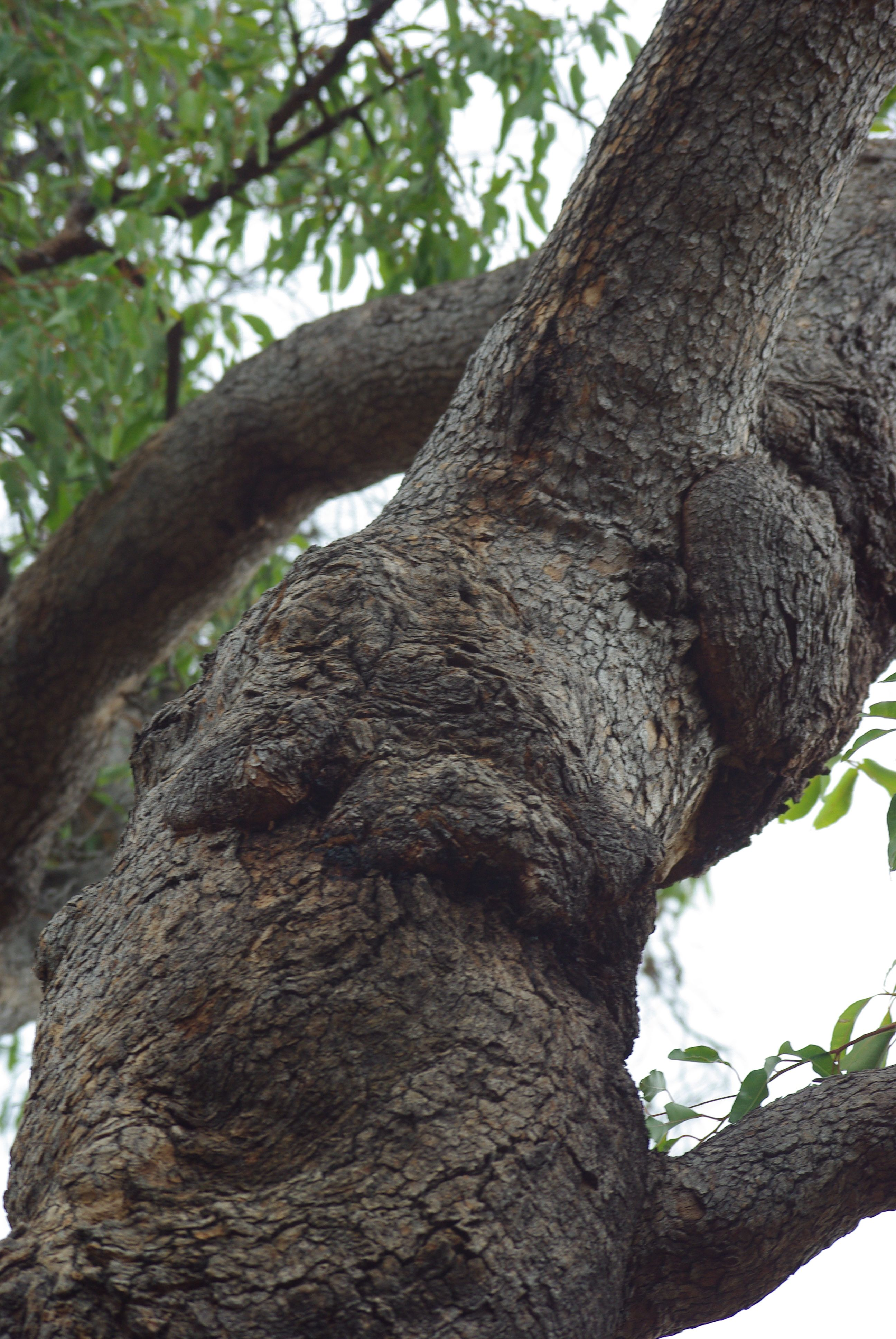
Detalle del tronco

## Descripción
Es muy característico entre los palo de sangre de Australia Occidental por sus grandes capullos y frutos, llamados "nueces blancuzcas" coloquialmente.
Está relacionado y es similar al gomero de flores rojas (Corymbia ficifolia).
C. calophylla difiere en ser mucho más grande (aproximadamente 50m de alto en la naturaleza), teniendo muchos grandes capullos y frutos, y teniendo flores que son usualmente blancas a rosas en lugar de rojas. Sin embargo, en algunas áreas la hibridación hace la identificación difícil.

## Distribución y hábitat
El marri está ampliamente distribuido en el suroeste de Australia Occidental, desde el norte de Geraldton (28° S) a Cape Riche (34° S), y en el interior más allá de Narrogin (34° S).
Se le encuentra en la Planicie costera Swan y en los Montes Darling mostrando su adaptabilidad a diferentes medio ambientes.
También hay varios ejemplares en Málaga.
Crece en suelo comparativamente pobre, pero buenos especímenes son un indicador de mejores suelos para la agricultura.

## Usos
Su madera se utiliza en la elaboración de instrumentos musicales.

## Taxonomía
Corymbia calophylla fue descrita por (R.Br.) K.D.Hill & L.A.S.Johnson y publicado en Telopea 6: 240. 1995.
Sinonimia
- Eucalyptus calophylla R.Br. ex Lindl.
- Eucalyptus calophylla var. maideniana Hochr.
- Eucalyptus calophylla var. multiflora Guilf.
- Eucalyptus calophylla var. parviflora Blakely
- Eucalyptus calophylla var. rosea Guilf.
- Eucalyptus calophylla var. rubra Guilf.
- Eucalyptus glaucophylla Hoffmanns.
- Eucalyptus splachnicarpa Hook.[2]